# Christian Klem
Christian Klem, né le 21 avril 1991 à Graz en Autriche, est un footballeur autrichien. Il évolue au poste de milieu de terrain au TSV Hartberg.

## Biographie
Christian Klem participe au championnat d'Europe des moins de 19 ans 2010 avec la sélection autrichienne.

## Palmarès
- Champion d'Autriche en 2011 avec le Sturm Graz
- Vainqueur de la Coupe d'Autriche en 2010 avec le Sturm Graz